# Amala
Amala è un album della cantautrice italiana Giuni Russo, pubblicato il 20 dicembre 1992 dall'etichetta discografica CGD.

## Descrizione
Dopo quattro anni di assenza dal mercato discografico, Giuni Russo esce con un album che raccoglie il meglio della produzione CGD (1981-1984), unitamente a due brani inediti: l'arabeggiante Amala, scritto dalla stessa Giuni Russo con Maria Antonietta Sisini e con Davide Tortorella, e Alla spiaggia dell'amore, di Giuni Russo e Maria Antonietta Sisini.
Inizialmente si era pensato all'uscita di un doppio album costituito da più brani inediti, insieme ad altri già pubblicati, ma la Warner - che nel frattempo aveva acquisito la CGD - optò per l'uscita di un solo volume composto quasi essenzialmente da brani di catalogo.
Il brano Una la verità, ovvero la prima stesura di Amala, che contiene alcune citazioni dal romanzo Guerra e pace di Tolstoj, vedrà luce solamente nel 2003, anno in cui verrà inclusa nella raccolta Demo de midi.

## Tracce
1. Amala - 5:01 (inedito) (G. Russo - M.A. Sisini - D. Tortorella)
2. Una vipera sarò - 3:29 tratta da Energie
3. Tappeto volante - 3:03 tratta da Energie
4. Crisi metropolitana - 3:29 tratta da Energie
5. Lettera al governatore della Libia - 3:10 tratta da Energie
6. Atmosfera - 3:52 tratta da Energie
7. Good Good Bye - 3:47 tratta da Vox
8. Bing bang being - 3:07 tratta da Energie 2ª edizione
9. Alla spiaggia dell'amore - 4:27 (inedito) (G. Russo - M.A. Sisini)
10. Un'estate al mare - 3:16 tratta da Energie 2ª edizione
11. Sere d'agosto - 3:30 tratta da Vox
12. Buenos Aires - 3:50 tratta da Vox
13. Le contrade di Madrid - 4:10 tratta da Mediterranea
14. L'oracolo di Delfi - 3:39 tratta da Vox
15. Mediterranea - 3:52 tratta da Mediterranea
16. Keiko - 2:15 tratta da Mediterranea

## Edizioni diverse
Il brano Alla spiaggia dell'amore risulta danneggiato da un errore di stampa che ne rallenta la velocità. Nell'edizione pubblicata in vinile, la traccia è stampata correttamente solo in alcune copie fra quelle riportanti la dicitura campione gratuito – vietata la vendita, riconoscibili da un difetto grafico della copertina (la stampa del titolo sul bordo è imprecisa). In altre copie riportanti la stessa dicitura, come in tutte le copie distribuite sul mercato, compresi i formati CD, il brano è stato stampato in modo rallentato. Nella ristampa della serie "MUSICA A" il brano è stato corretto.

## Crediti
- Registrazione: da Davide Romani presso i "White Studio".